# F. J. Burrus
F. J. Burrus  war eine 1830 gegründete schweizerisch-französische Tabakwarengesellschaft, die 1996 von Rothmans International übernommen wurde.

## Die Anfänge im 19. Jahrhundert in der Schweiz
Die Familie Burrus bewirtschaftete einen Hof in Bernardvillé im Elsass und baute Tabak und Wein an. 1820 mieteten Martin Burrus und zwei weitere Elsässer den Bauernhof Milandre in Boncourt in der Schweiz, der an der Grenze zu Frankreich liegt.

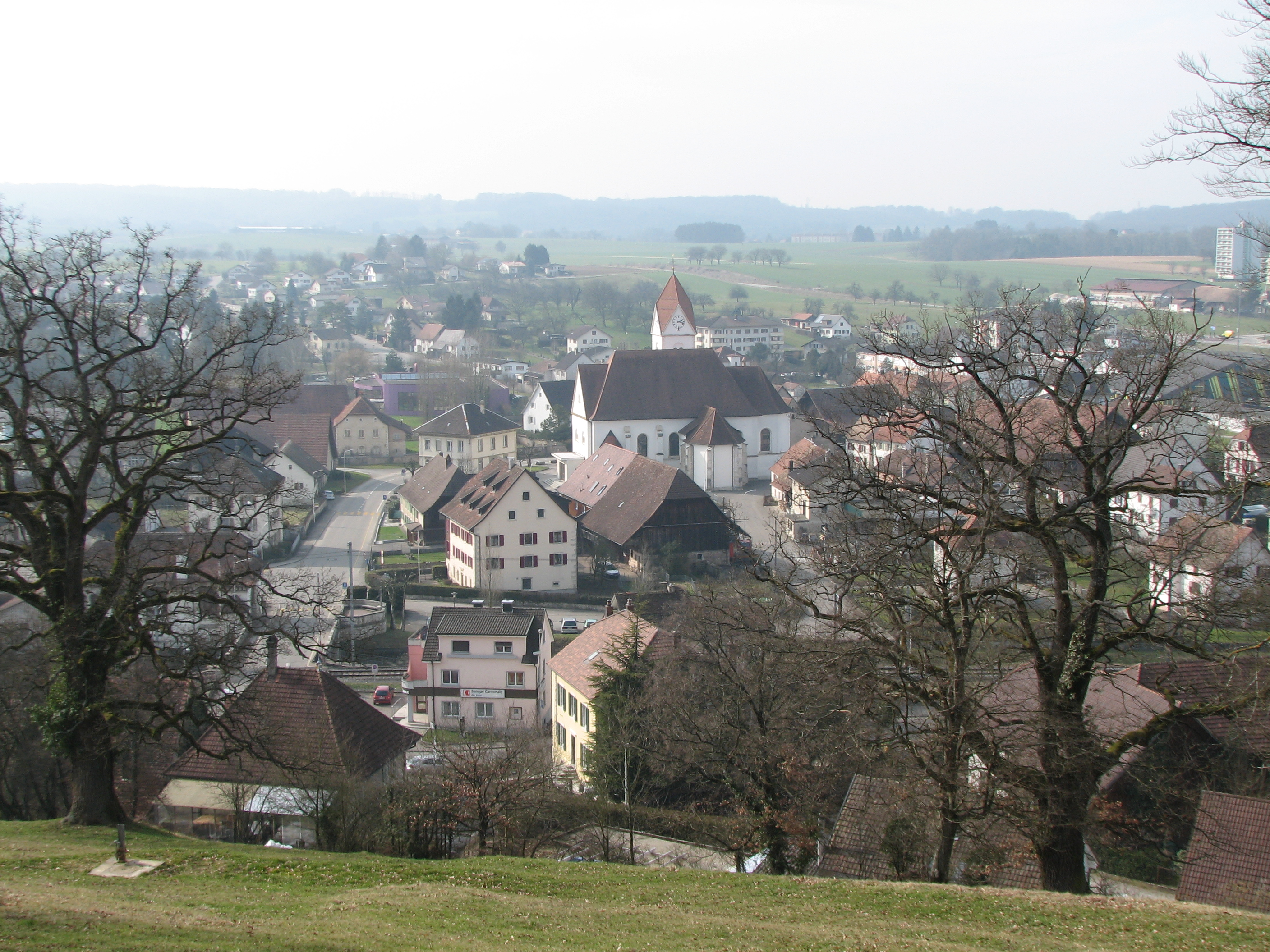
Boncourt (Jura suisse)

Die Familien bauten Tabak an und verarbeiteten ihn weiter, bald beschafften Martin Burrus und seine Söhne Tabak auch aus der Pfalz in Deutschland und Payerne in der Schweiz. 1830 starb Martin Burrus, und sein Sohn François-Joseph konzentrierte sich auf Tabakhandel und Verarbeitung und zog mit dem Betrieb an den nahe gelegenen Fluss Allaine, um dort die Wasserkraft nutzen zu können. Er kaufte den Tabak nicht mehr selbst bei den Bauern, sondern bezog ihn von Händlern. Er beschloss, seinen Tabak F. J. Burrus zu nennen, also eine Marke zu etablieren. Die Geschäfte gingen gut, und 1852 zog F.J. Burrus in den Ort Boncourt um und baute eine kleine Manufaktur. Die Geschäfte florierten weiter, bald beschäftigte er einige Dutzend Arbeiter, und seine vier Söhne wurden Teilhaber. Der Tabak wurde in den Sorten grob, mittel und fein produziert und unter unterschiedlichen Marken verkauft, zusätzlich importierte Burrus Zigarren aus der Karibik und produzierte später selbst welche. 1869 übergab François-Joseph Burrus das Unternehmen an seine Söhne. Ab 1876 begann Burrus mit der Produktion von Zigaretten.

Boncourt: Château Maurice Burrus

## Wachstum und Modernisierung
Nach dem Deutsch-Französischen Krieg wurde das Elsass deutsch. François-Joseph Burrus sah darin eine Chance, wieder im Elsass Tabakprodukte herzustellen, da das französische Staatsmonopol im Elsass abgeschafft worden war. Er überzeugte seinen Sohn Martin, in Sainte-Croix-aux-Mines eine Zweigstelle zu eröffnen. Zusammen mit seinem Bruder Pierre-Jules begann Martin, eine Tabakfabrik zu bauen, wieder an einem Wasserlauf, um die Energie zu nutzen. Diese Fabrik belieferte das Deutsche Reich.
Die Zigarette wurde ein grosser Erfolg; um der Nachfrage gerecht zu werden, modernisierte die Familie die Produktion: Elektrizität ersetzte die Wasserkraft, Mechanisierung ersetzte die Handarbeit. Burrus kaufte Tabak im Orient und in Amerika und kreierte Marken, die berühmt wurden: Pacha, Calife, Fleur d'Orient erinnerten an den Orient, Gradzdanskie an Russland. Eine neue blonde Sorte aus amerikanischen Tabaksorten wurde La Parisienne getauft und wurde sofort ein grosser Erfolg.

## F. J. Burrus im 20. Jahrhundert
Die gesteigerte Nachfrage machte die Familie reich, man sprach von den drei Bs der Schweiz: Bührle, Boveri und Burrus. 1911 übernahm Albert Burrus die Leitung. Während seiner Ausbildung war er in Bremen und lernte dort moderne Industriebetriebe kennen. Im Vergleich dazu waren die Arbeitsbedingungen in Boncourt sehr schlecht: 11-Stunden-Tage, veraltete Maschinen, Hitze und Lärm, und dazu ein sehr niedriger Lohn. Auch unter dem Eindruck der päpstlichen Enzyklika Rerum novarum von Papst Leo XIII. beschloss er, die Bedingungen zu verbessern. Er baute eine neue Werkhalle mit vorbildlicher Ausstattung. Er führte eine Familienbeihilfe ein und eine Krankenversicherung für die Arbeiter, eine der ersten in der Schweiz. 1919 führte er die 48-Stunden-Woche ein. 1940 übernahm Léon, der Sohn von Albert, die Leitung. Wieder stellte er fest, dass die Fabriken nicht mehr dem Stand der Technik entsprachen, und begann ab 1940, eine moderne Fabrik zu bauen. Während des Krieges war die Fabrik nicht ausgelastet, aber nach dem Waffenstillstand 1945 konnte sie die gesteigerte Nachfrage befriedigen, viele Konkurrenten waren zerstört. 1949 wurde die französische Fabrik in Sainte-Croix-aux-Mines nationalisiert, die Produktion wurde in der Schweiz konzentriert.  Von 1953 bis 1956 wurde eine weitere, grössere Fabrik gebaut, und die Produktion erreichte 2,5 Milliarden Zigaretten. Nach der Übernahme von Turmac wurde eine weitere Fabrik gebaut, die Produktion erreichte 6 Milliarden Zigaretten pro Jahr. Zum Vergleich: 2016 wurden in der Schweiz insgesamt 35 Mrd. Zigaretten produziert.
Am 1. Januar 1979 wurde die Handelsgesellschaft in eine AG umgewandelt, 1984 in eine Holding. Die Hauptaktionäre in der sechsten Generation, Charles, Ghislain und Paul Burrus, verkauften das Unternehmen 1996 an die niederländische Gruppe Rothmans International. Burrus machte zu diesem Zeitpunkt einen Umsatz von 525 Millionen Schweizer Franken und erzielte einen Marktanteil von 27 % in der Schweiz. 1999 fusionierte Rothmans mit der British American Tobacco Switzerland AG, die seit 1920 einen Sitz in der Schweiz unterhält. Das Nachfolgeunternehmen in Boncourt geriet ab den 2010er-Jahren unter Druck: Die hohen Lohnkosten in der Schweiz beeinträchtigten die Rendite, es wurden Arbeitsplätze abgebaut. Ende 2022 kündigte BAT die Schliessung ihrer Fabrik in Boncourt an, 220 Angestellte sind davon betroffen. Nach längeren Verhandlungen sagte BAT zu, doch noch ein Lager und einen Versand mit insgesamt 15 Mitarbeitern in Boncourt zu erhalten.

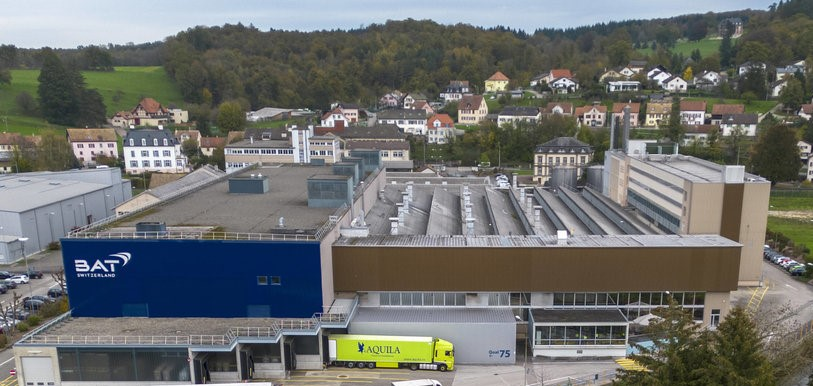
BAT Boncourt

| Jahr        | 1900 | 1950 | 1974 | 1991 |
| ----------- | ---- | ---- | ---- | ---- |
| Mitarbeiter | 100  | 350  | 600  | 400  |

## F. J. Burrus und die Gemeinde Boncourt
Das Wachstum von F. J. Burrus hat auch dazu geführt, dass aus dem Bauerndorf Boncourt eine kleine Industriegemeinde wurde, Einwohnerzahl 1831 - 465, 1870 - 768, 1920 - 1120.

Boncourt, 1950

Nachdem die Bahnlinie Porrentruy-Delle 1872 eröffnet worden war, wollte 1877 Boncourt auch einen Bahnhof haben. Die Bahngesellschaft scheute die Investition. Erst 1912 wurde der Bahnhof eröffnet, nachdem sich die Gemeinde und F. J. Burrus an den Kosten beteiligt hatten.
1928 erbauten Léon und Marguerite Burrus die Domaine de Guilé, im Stil des Place des Vosges in Paris. 1996 gründete Charles Burrus in diesem Gebäude die Fondation Guilé, mit der Aufgabe, die soziale Verantwortung der Wirtschaft zu propagieren und zu steigern, weg vom Shareholder Value, hin zum Stakeholder Value.
Von 1947 bis 1972 war Léon Burrus Gemeindepräsident von Boncourt.
1965/1966 stiftete Léon Burrus der Gemeinde ein Grundstück für ein Sportstadion und ein Gebäude für die Gemeindeverwaltung.
Lange Jahre stand am Eingang von Boncourt ein riesiges Zigarettenpaket der Marke Parisienne, es wurde 2006 im Zuge der Gesundheitsdiskussion abgebaut.

## Weitere industrielle Aktivitäten der Familie Burrus
Neben der Tabakindustrie war die Familie in zwei weiteren Branchen erfolgreich, das Kapital kam von den Erträgen von F. J. Burrus:
- Lebensversicherung und Kapitalanlage: Afi Esca, gegründet 1922 von Maurice Burrus.
- Genussmittel und Gastronomie: Jean-Paul Burrus, der die kleine Schokoladenfabrik seines Vaters ab 1977 zu einer Gruppe von Schokoladenherstellern, Kaffee- und Tee-Handelsgesellschaften und einer Gastronomiekette erweiterte.